# 非火災報
非火災報（ひかさいほう）とは、自動火災報知設備の感知器等が火災以外の原因によって作動し、火災ではないのに警報を発する現象をあらわす業界用語である。一般には機器の誤動作による「誤報」と捉えられがちであるが、自動火災報知設備の場合、外的要因等によって発生するべくして発生する警報が大半であるため、非火災報と呼ぶ。

## 非火災報の発生要因

### 環境要因
感知器の設置場所の環境、使用条件が設置当初と変わったために、設置されている感知器の種類が現場に適さなくなった場合。

### 機能的要因
感知器の機能として、暖房による温度変化や調理の煙等を火災によるものと区別できないため、発生してしまう場合

## 機器別の非火災報発生要因

### 熱感知器による非火災報
- 調理による熱
- 空調の吹き出しによる温度変化
- 強風などによる急激な気圧変化
- 感知器直下での火気使用

### 煙感知器による非火災報
- タバコの煙
- 調理による煙
- ホコリ、粉塵（ほこりと炎の煙は性質が似ているため部屋の掃除をしたりするとまれに非火災報が出ることがある）
- 蒸気、結露
- 虫などの侵入
- 殺虫剤の散布
- 直射日光
- 携帯電話等の機器が発する電磁波：携帯電話が普及する以前に製造、設置された煙感知器は携帯電話を想定した電磁波対策がなされておらず、影響を受けやすい。
- 光電式分離型感知器の光軸ずれ（真夏で暑い日鉄筋で建てられた建物が暑さにより若干ゆがみ（数mm）光軸がずれることがまれにある）
- 高周波を発生させる医療機器等による影響

### 炎感知器による非火災報
- 溶接などの火花
- 花火
- 撮影機材等の光源

### 発信機・受信機による非火災報
- いたずらで発信機が押される
- 発信機に物が当たる
- 誤操作

### その他
- 感知器などの機器の老朽化
- 水漏れなどのトラブルによる配線の短絡
- ネズミなどが配線をかじる
- 消防設備点検などによる鳴動

## 非火災報の対策
非火災報の大半が、感知器または発信機が実際に作動して発生するため、まずは発報した感知器または発信機を特定することが先決である。安易に非火災報と断定せず、実際の火災の可能性を見落とさないよう迅速かつ慎重な原因調査が重要である。

### 発生場所（機器）の特定
受信機の地区表示で発生区域を確認して現場に行き、発報している感知器または発信機を特定する。この時、受信機の音響停止ボタンでベルの音を止めることは問題ないが、「復旧」ボタンを押すと、発報感知器が特定できなくなるため、感知器を特定するまで復旧操作をしないよう注意が必要である。
- 感知器の特定：感知器の確認灯（赤いランプ）が点灯している感知器を探す。
- 発信機の特定：発信機の押しボタンには保護板がある。保護板が割れているか、押し込まれて凹んでいる発信機を探す。

### 発生原因の調査と排除
防火管理者は発報した感知器を特定した上で、周辺に前述の発生要因がないか確認し、対処する。
- 応急処置：感知器が熱や煙の影響を受けていると思われる場合は、換気をするとともに、発信機が押されている場合は、押し込まれたボタンを戻して復旧する。
- 再発防止：熱や煙の発生源を排除、もしくは遠ざける、または原因となりうる人為的行為への注意喚起など、環境、運用面で可能な改善の措置を行う。

### 設備の見直しと交換
防火管理者による環境改善、運用改善などの対策で非火災報が解消されない場合、感知器の交換や設置位置の変更などの対策を行うが、その作業は消防設備士の資格がなければ行えないため、専門業者への依頼が必要となる。
- 熱感知器の交換：旧来から普及しているダイアフラム式の差動式感知器、バイメタル式の定温式感知器は、動作原理上、確認灯を自己保持させることができないため、現場に到着した時点で確認灯が消えており、発報感知器の特定がしにくいという問題がある。サーミスタを使用した自己保持機能付の熱感知器に交換することで発報場所の特定が容易になる。サーミスタ式の感知器は半導体と電子回路による熱感知であるため、安定性が高く、非火災報そのものの低減にも有効である。
- 煙感知器の交換：煙感知器は前述のとおり非火災報を誘発する外的要因が多い機器であるが、技術の進歩により新しい機種は非火災報を低減する様々な工夫がなされており、最新機種に交換することで低減できる場合がある。
  - ホコリ、粉塵、虫、直射日光などが検知部に侵入しにくい構造
  - 携帯電話などの電磁波に対する対策
  - 火災を判断するアルゴリズムの改善
  - 熱の検知との複合による火災判断
- 種類の異なる感知器への交換：感知器の設置されている場所の用途が設置当初から変更されている場合は、感知器の種類が適切でなくなっている可能性があるため、用途に合った適切な感知器を選定して交換することにより非火災報の低減が可能な場合がある。
- 受信機の交換：受信機が蓄積式でない場合、蓄積式の受信機に交換することで非火災報の低減が可能である。